# 魯尼夫希納 (波爾塔瓦區)
49°41′50″N 34°45′12″E / 49.69722°N 34.75333°E
魯尼夫希納（烏克蘭語：Рунівщина），是烏克蘭的村落，位於該國中部波爾塔瓦州，由波爾塔瓦區負責管轄，處於斯溫基夫卡河右岸，分別距離彼得拉希夫卡2.5公里和別列濟夫卡3公里，海拔高度95米，2001年人口791。